# 兵庫県道・大阪府道113号伊丹池田線
兵庫県道・大阪府道113号伊丹池田線（ひょうごけんどう・おおさかふどう113ごう いたみいけだせん）は、兵庫県伊丹市から大阪府池田市に至る一般県府道である。

## 概要
兵庫県伊丹市下河原1丁目から大阪府池田市城南3丁目に至る。

### 路線データ
- 起点：兵庫県伊丹市下河原1丁目（軍行橋東詰交差点、国道171号交点）
- 終点：大阪府池田市城南3丁目（城南3丁目交差点、国道176号交点）

## 路線状況

### 重複区間
- 国道176号バイパス（大阪府池田市神田2丁目・神田橋交差点・池田市神田2丁目・神田2丁目北交差点）

## 地理

### 通過する自治体
- 兵庫県
  - 伊丹市
- 大阪府
  - 池田市

### 交差する道路
| 交差する道路                      | 都道府県名 | 市町村名 | 交差する場所 | 交差する場所            |
| --------------------------------- | ---------- | -------- | ------------ | ----------------------- |
| 国道171号                         | 兵庫県     | 伊丹市   | 下河原1丁目  | 軍行橋東詰交差点 / 起点 |
| 国道176号 / バイパス 重複区間起点 | 大阪府     | 池田市   | 神田2丁目    | 神田橋交差点            |
| 阪神高速11号池田線                | 大阪府     | 池田市   | 神田2丁目    | 11-12 神田出入口        |
| 国道176号 / バイパス 重複区間終点 | 大阪府     | 池田市   | 神田2丁目    | 神田2丁目北交差点       |
| 国道171号 / 池田バイパス          | 大阪府     | 池田市   | 八王寺2丁目  | 夫婦池交差点            |
| 国道176号                         | 大阪府     | 池田市   | 城南3丁目    | 城南3丁目交差点 / 終点  |

### 交差する鉄道
- 阪急宝塚本線

### 沿線
- 池田市立神田小学校
- 大阪府立園芸高等学校
- ダイハツ工業本社工場（池田市）